# Inge Schiöler

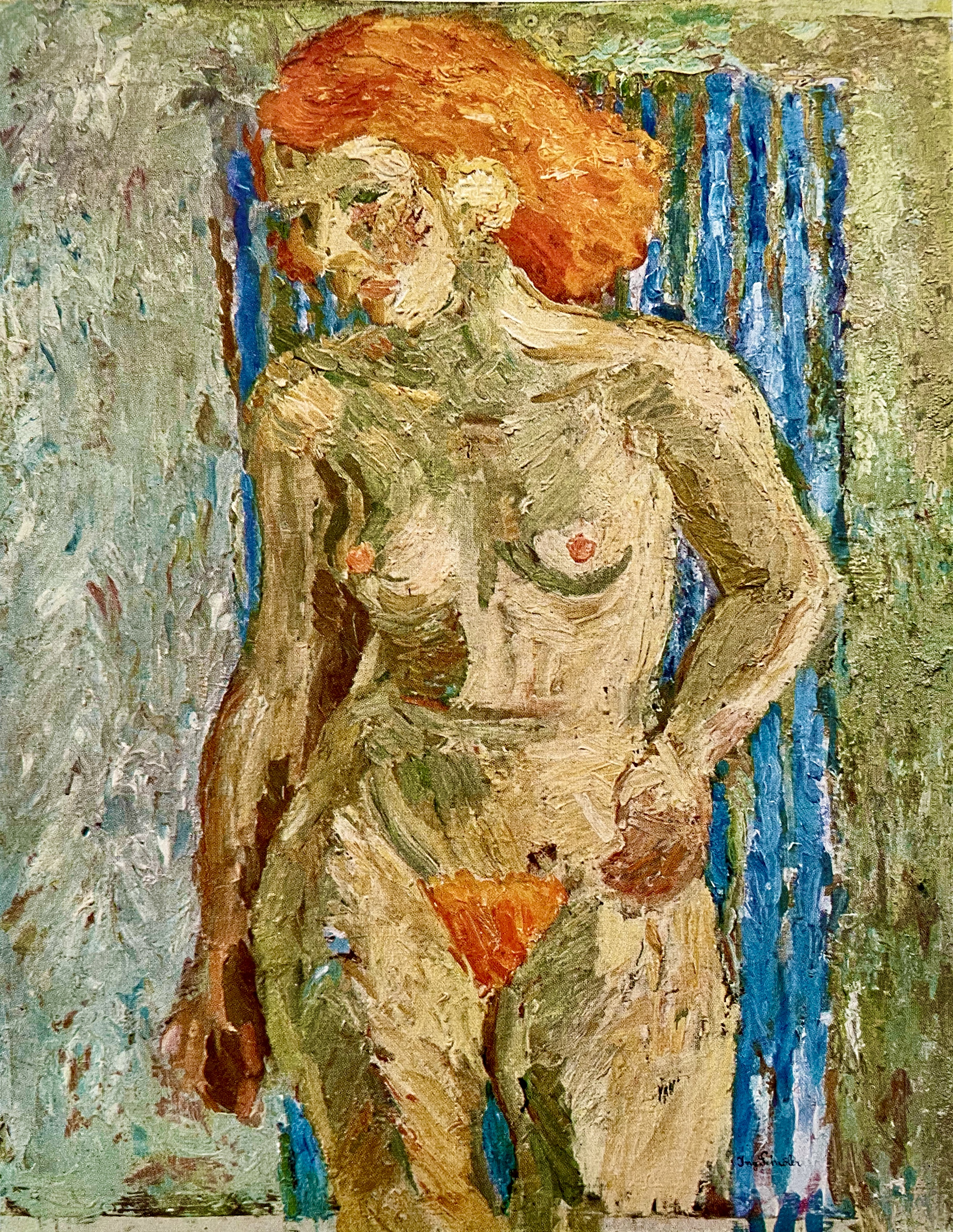
Rödhårig modell, oljemålning från 1932 av Inge Schiöler, GKM 1446.

Inge Schiöler, född 10 mars 1908 i Strömstad, död 27 april 1971 i Stockholm, var en svensk målare och tecknare. Inge Schiöler räknas till en av de främsta Göteborgskoloristerna.

## Biografi

### Uppväxten i Strömstad
Fadern Severin Schiöler var bankkamrer men blev författare på heltid av bland annat barnböcker. Severin Schiöler skrev också en populär bok om svampar, Våra vanligaste svampar och hur man känner igen dem samt medverkade även med texter och fotografier i botanisk litteratur. Fadern tog ibland med sig sonen på strövtåg i naturen under pojkåren, vilket lade grunden för dennes naturintresse. Modern Anna Maria Schiöler, född Norin, var violinist men måste försörja sig som musiklärare. När Schiöler var 15 år, 1923, separerade föräldrarna (skilsmässan lagakraft vunnen 1927). Han var bror till konstnären Edel Öhnell och morbror till Arne Öhnell. Efter avlagd realexamen i Strömstad 1925 flyttade Schiöler hösten 1925 till Göteborg.

### Slöjdföreningen i Göteborg
Den 13 oktober 1925 skrevs Schiöler in på Slöjdföreningens skola i Göteborg. Studierna där blev kortvariga men på skolan blev han medveten om att han ville bli konstnär och inte ritlärare, konsthantverkare, reklamtecknare eller illustratör. 

### Valands konstskola

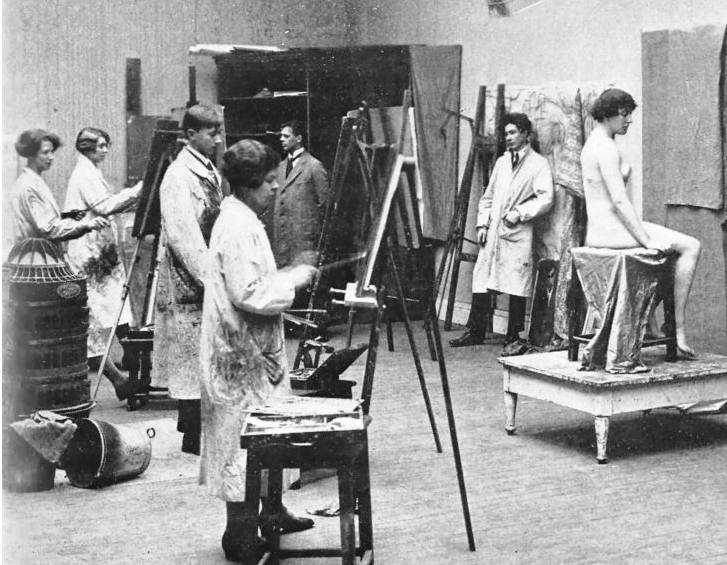
Valands målarskola mars 1927.

Hösten 1926 började Schiöler på Valands konstskola för läraren Tor Bjurström. Då modern var osäker på om sonen skulle kunna försörja sig som konstnär prövade Schiöler sommaren 1928 att arbeta som sjöman. Från maj till september 1928 var han mässuppassare på ångfartyget s/s Bris där en av hans morbröder var styrman. Valands elevutställning i maj 1929 blev slutpunkten för Schiölers studietid. Under den här tiden hade andra Valandselevers företagit studieresor till Frankrike, Italien och Spanien, vilket inspirerade Schiöler. Under Bjurströms tid vid Valands konstskola utbildades ett flertal senare mycket namnkunniga konstnärer och Schiöler knöt nära vänskapsförbund med studiekamraterna Ragnvald Magnusson och Erling Ärlingsson.   
Schiöler debuterade som målare i maj 1930 på en grupputställning i Svensk-franska konstgalleriet i Stockholm där Gösta Olson var chef. Olson var gift med en kusin till modern.

### Paris och Spanien
I oktober 1930 reste Schiöler till Paris för konststudier. Några av hans Valandskamrater som Erling Ärlingsson, Ragnvald Magnusson och Karin Parrow studerade också i Paris hösten 1930. Utlandsresan finansierades av bankdirektören Oscar Rydbeck, som var kusin till Schiölers mor. En fast punkt i Paris blev den ateljé som Karin Parrow fått disponera på Passage de Dantzig. Schiöler tecknade mest kroki vid Maison Watteau och Académie de la Grande Chaumière, som frekventerades flitigt av skandinaver, Schiöler målade knappt något i Paris. 1931 fortsatte studieresan till Spanien. Gösta Olson och Oscar Rydbeck hade hoppats att utlandsvistelsen skulle pågå i tre år och generera mycket konst, vilket inte blev fallet. Endast två oljemålningar, några akvareller och pasteller känner man till från Spanienvistelsen. Schiöler återvände till Sverige och Strömstad vid midsommartid 1931 där han efter en tid återupptog sitt måleri.

### Stockholm
Osäker på yrkesval och hur han skulle försörja sig flyttade Schiöler i november 1931 till Stockholm. Gösta Olson hade skaffat honom arbete på Svensk franska konstgalleriets rammakeri. Tiden som rammakare blev kortvarig och från den 1 februari 1932 hyrde Schiöler tillsammans med målarkollegan Arne Lindvall ett par rum på Urvädersgränd 9 på Söder i samma hus som Sven Erixson hade sin ateljé. Genom en uppgörelse med Olson, som innebar ett månatligt bidrag om 100 kronor plus fritt konstnärsmateriel, skulle han få möjlighet att ägna sig åt måleriet. På Södermalm kom han i kontakt med konstnärer som Albin Amelin, Gideon Börje, Sven Erixson, Hilding Linnqvist, Otte Sköld och Bror Hjorth samt träffade författarna Harry Martinson och Ivar-Lo Johansson. Schiöler, som huvudsakligen ägnat sig åt landskapsmåleri, stimulerades av storstadens sociala liv och konkurrens att arbeta med modell- och porträttmåleri bland annat på Bror Hjorths och Nils Möllerbergs konstskola. Landskapsmåleriet på öarna i skärgården utanför Strömstad sommaren 1932 utgör höjdpunkten för Schiöler som landskapsmålare.
I oktober 1932 höll Schiöler sin första separatutställning på Konstnärshuset i Stockholm. Kritiken var positiv. Framstående konstnärer ur den unga generationen ville köpa utställda tavlor av Schiöler.
Det alltmer uppdrivna arbetstempot med oregelbundna vanor under vintern 1932/1933 tillsammans med att en influensa tillstötte i februari 1933 försämrades Schiölers psykiska hälsa. Han hade dessutom ekonomiska bekymmer eftersom det inte var lätt att hitta köpare och det hände att han sålde tavlor för 50 kronor stycket. Stolt var han även ovillig att ta emot hjälp från sina vänner. I mars 1933 såg familjen till att han kom tillbaka till Strömstad. Under sommaren 1933 förvärrades det mentala tillståndet ytterligare och i juni förstörde han alla målningar han hade i sin ateljé i Strömstads rådhus. Perioder av apati avbröts av riskabla seglatser i en liten snipa.

### S:t Jörgens sjukhus i Göteborg
Den 7 oktober 1933 konstaterade man på Betaniastiftelsens sjukhem i Göteborg att han led av schizofreni. Eftersom man där inte hade möjlighet att klara av sådan vård överflyttades Schiöler den 18 november till S:t Jörgens mentalsjukhus på Hisingen i Göteborg. Han hallucinerade, hörde röster och led av förföljelseidéer. 
Schiöler skulle komma att vårdas på S:t Jörgens sjukhus i 27 år mellan 1933 och 1960. Under sina mörkaste år, 1933–1941, på S:t Jörgens fick Schiöler sitt definitiva genombrott som konstnär. I november 1933 kom en separatutställning på Svensk-Franska Konstgalleriet i Stockholm med 31 oljemålningar. 

### Den retrospektiva utställningen på Svenska-Franska Konstgalleriet september-oktober 1938
Det verkliga genombrottet var den retrospektiva utställningen hösten 1938 på Svensk-Franska Konstgalleriet, med 149 nummer, som var den viktigaste utställningen under hans levnad. Den blev en triumfatorisk succé efter att han under 1930-talet behandlats bagatellartat av de ledande kritikerna. 1940 följdes succén upp på hemmaplan då Göteborgs Konsthall hade en retrospektiv utställning med 80 nummer. Sjukhusjournalen anger att konstnären den 30 september 1940 besökte Konsthallen i sällskap med sin mor, syster samt en skötare.

### Uppvaknandet

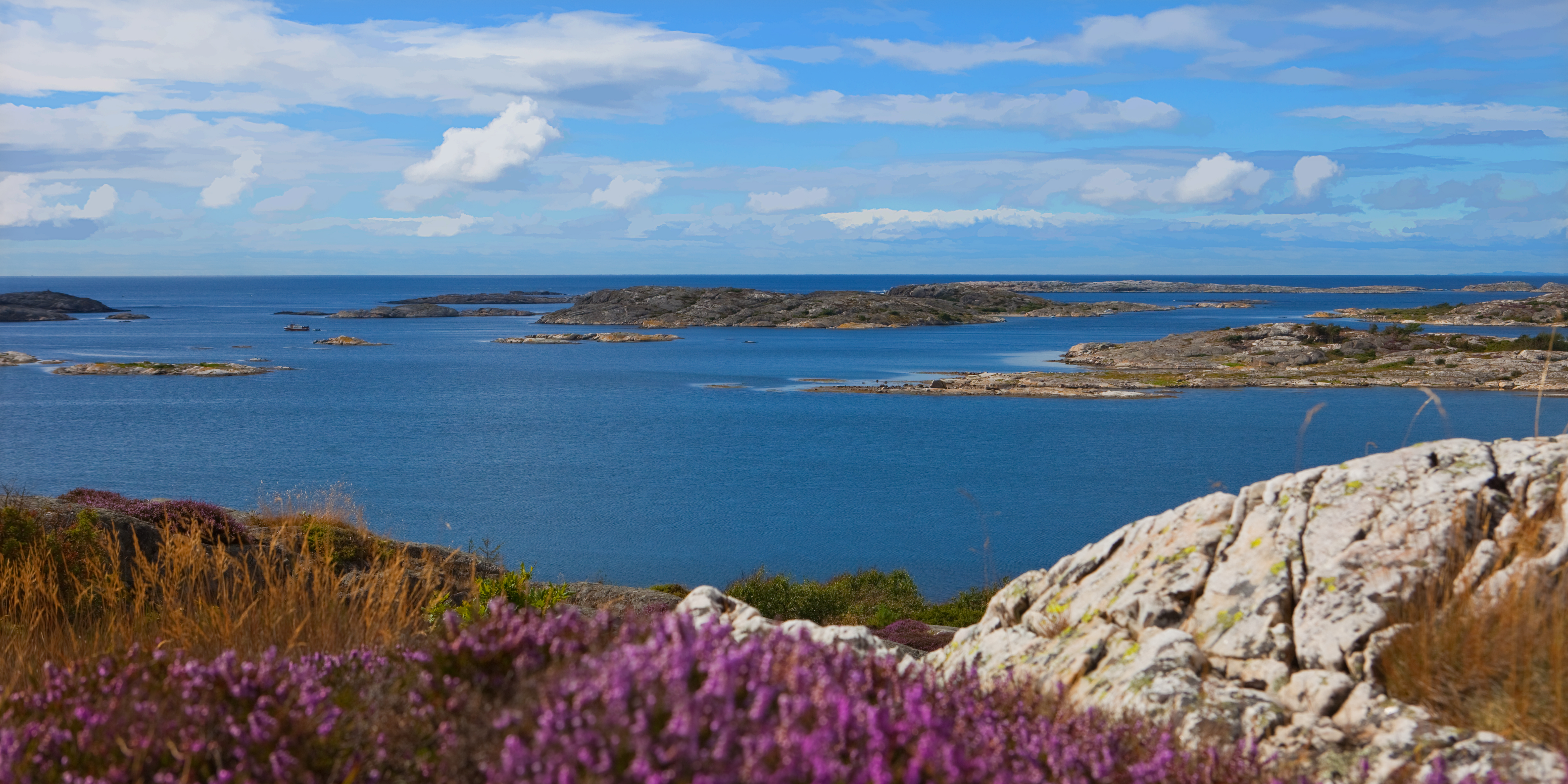
Foto från nordöstra delen av Sydkoster, augusti 2012.

Efter nio år av total passivitet, 1933–1941, började Schiöler i mars 1942 att göra små enkla kritteckningar på sjukhusets toalettpapper. Åren därefter förbättras hälsoläget stegvis och under andra hälften av 1940-talet och i början av 1950-talet har den konstnärliga verksamheten till stora delar återupptagits.

### Gunnar Hjorthén på Galerie God Konst
Efter moderns bortgång 1955 fick chefen för Galerie God Konst i Göteborg, Gunnar Hjorthén, kontakt med konstnärens systrar och anförtroddes försäljning och granskning av Schiölers verk. Familjen kunde 1956–57 bygga en stuga åt Schiöler på nordvästra Sydkoster. Huset blev avgörande för såväl den sociala rehabiliteringen som en fast punkt för den konstnärliga verksamheten.
1957 präglades av kriser. Den 7 juli brann fartyget m/s La Plata på väg till biennalen i Sao Paulo där fem av Schiölers bästa målningar gick förlorade. På sommaren avled hans far, och Schiöler upphör att måla under sex månader.

### Ett nytt liv

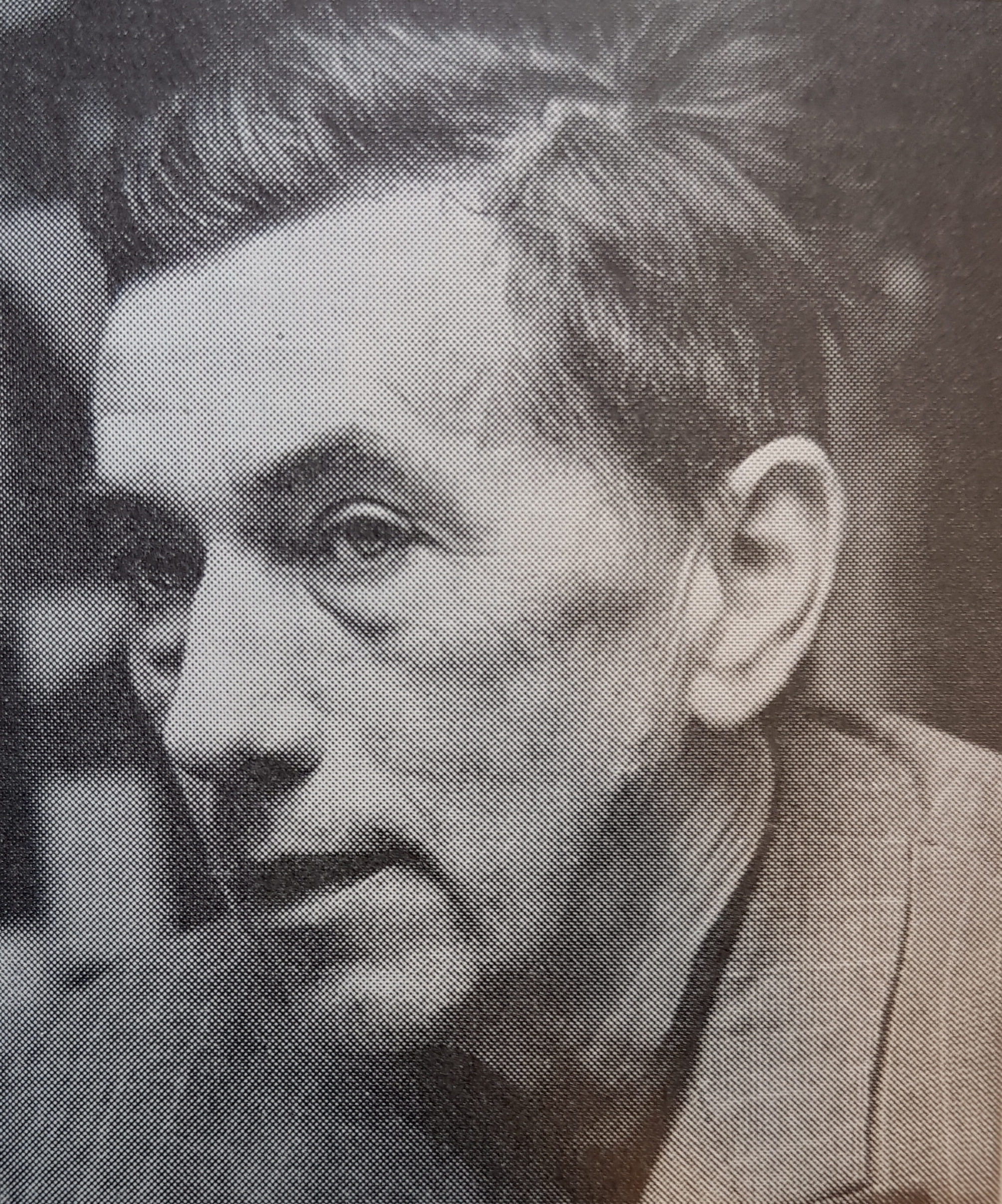
Inge Schiöler, porträttbild från Allhems Svenskt konstnärslexikon (1967).

Under den långa sjukhusvistelsen hade man prövat olika psykofarmaka utan några avgörande resultat. Den 14 april 1960 satte man in Nozinan, vilket gav en häpnadsväckande förbättring av hälsotillståndet. Den 27 oktober 1960 försöksutskrevs Schiöler och i praktiken lämnade han sjukhuset detta datum. Formellt utskrevs han helt från S:t Jörgens den 24 september 1962. 1960-talets somrar i arkipelagen runt Kosteröarna skulle bli intensiva målarperioder. 1964 fick Schiöler Prins Eugen-medaljen "för framstående konstnärlig gärning". 1965 erhöll han Statens konstnärsbelöning. statens arbetsstipendium. 1967 blev Schiöler bekant med Ann Dikman och förlovade sig med henne i november.
I februari–mars 1968 hade Konstnärshuset i Stockholm en Schiöler-utställning med 70 oljemålningar från åren 1944–1967. Torsten Bergmark skrev om den i Dagens Nyheter den 5 mars 1968: "Inför ett måleri som Inge Schiölers känns alla ord otillräckliga, ja helt omöjliga. Man kan beskriva hans motiv och färger, men därmed har man ingenting sagt... Hans färg är ren, hög och rikt varierad, men med en förkärlek för några mättade färger, precis som de kommer ur färgtuben, ultramarin, smaragdgrönt. Beskrivningen kunde gälla en hötorgsmålare, men hur skall man kunna klargöra att Inge Schiöler använder färgen med ett mästerskap som liknar ett under." 
Hans huvudsakliga tekniker var olja och pastell. Våren och sommaren 1970 gjorde han sina sista oljemålningar. Vintern 1970/1971 arbetade han i Stockholm med seriegrafikportföljen "Hav, kobbar och skär". 
Han avled 1971 i Stockholm.

### Representation
Schiöler finns representerad vid bland annat Nationalmuseum, Moderna museet i Stockholm, Göteborgs konstmuseum, Nordiska Akvarellmuseet, Kalmar konstmuseum, Malmö museum, Borås konstmuseum och Statens Museum for Kunst i Köpenhamn.

## Utställningar i urval
- 1930 Samlingsutställning på Svensk-franska konstgalleriet i Stockholm.
- 1931 Utställning tillsammans med Nils Nilsson i Stockholm.
- 1932 Första separatutställningen i Konstnärshuset i Stockholm.
- 1933 Utställning tillsammans med Carl Frisendahl på Svensk-franska konstgalleriet i Stockholm.
- 1938 Retrospektiv utställning på Svensk-franska konstgalleriet i Stockholm.
- 1940 Retrospektiv utställning i Konsthallen i Göteborg.
- 1943 Svensk-franska konstgalleriet i Stockholm.
- 1943 Nordiska konstutställningen i Göteborg
- 1946 Separatutställning på Svensk-franska konstgalleriet i Stockholm.
- 1952 Mässhallen i Göteborg.
- 1956, 1958 och 1959 Separatutställning på Galerie God Konst i Göteborg.
- 1961 Samlingsutställningen Hav och kust i arr. av SAK och Konstakademien i Stockholm.
- 1963 Pastellmålningar 1961-1962 på Galerie God Konst i Göteborg.
- 1966 Separatutställning på Galerie God Konst i Göteborg. Oljemålningar 1965-1966.
- 1968 Separatutställning på Konstnärshuset i Stockholm. Oljemålningar 1944-1967.
- 1968 Separatutställning på Galerie God Konst i Göteborg. Pastellmålningar.
- 1969 Akvareller och kritteckningar från 1942 på Galerie God Konst.
- 1970 Separatutställning på Galerie God Konst. Målningar från omkring 1930.
- 1970 Den Kgl. Kobberstiksamling, Statens Museum for Kunst, Köpenhamn.
- 1972 Minnesutställning på Göteborgs konstmuseum med 427 nummer i katalogen.
- 1978 Akademin för de fria konsterna, Stockholm
- Han var representerad i utställning med Göteborgskonst som visades i Dublin 1951 och utställningen Pintura Escandinava som visades i Lima, Peru 1959 och tillsammans med Greta Knutson och Maurice Savin genomförde han ett flertal utställningar i olika bohuslänska städer.
- 2022, Färgens tröst. Liljevalchs Konsthall, Stockholm 18 oktober 2022 - 8 januari 2023. Om Inge Schiölers och Åke Göranssons konst.
- 2023, Den underbara färgen. Göteborgskolorismen i nytt ljus. 22 april 2023 - 7 april 2024. Om framför allt Inge Schiöler, Ragnar Sandberg och Åke Göransson. Göteborgs konstmuseum.

## Film
- Att dikta i färg. Två 30-minuters färgfilmer, manus Nils Ryndel, producent Bengt Röhlander, Sveriges Television 1969.
- Ett nytt liv. En film om Inge Schiöler och Göteborgskoloristerna av Carl Pontus Hjorthén och Martin Jönsson. Svenska Filmstudion 2014.